# Allstedt
Allstedt is een stad in de Duitse deelstaat Saksen-Anhalt, gelegen in de Landkreis Mansfeld-Südharz. De plaats telt 7.650 inwoners.
Allstedt was de standplaats van de Lutherse predikant Thomas Müntzer, die eind 1524 de boeren in de omgeving opriep om in opstand te komen tegen de landheren. Toen ze een kapel hadden platgebrand en Müntzer voor het gerecht van edelen werd gedaagd, ontvluchtte hij de streek.

## Indeling gemeente
De gemeente bestaat uit de volgende Ortsteile:
- Beyernaumburg
- Emseloh
- Holdenstedt
- Katharinenrieth
- Liedersdorf
- Mittelhausen
- Niederröblingen (Helme)
- Nienstedt
- Pölsfeld
- Sotterhausen
- Winkel
- Wolferstedt

Ahlsdorf ·
Allstedt ·
Arnstein ·
Benndorf ·
Berga ·
Brücken-Hackpfüffel ·
Blankenheim ·
Bornstedt ·
Edersleben ·
Eisleben ·
Gerbstedt ·
Helbra ·
Hergisdorf ·
Hettstedt ·
Kelbra ·
Klostermansfeld ·
Mansfeld ·
Sangerhausen ·
Seegebiet Mansfelder Land ·
Südharz ·
Wallhausen ·
Wimmelburg